# Carl Hauptmann
Pour les articles homonymes, voir Hauptmann (homonymie).
Carl Ferdinand Max Hauptmann, ou de son pseudonyme Ferdinand Klar (né le 11 mai 1858 à Obersalzbrunn dans l'arrondissement de Waldenburg en province de Silésie et mort le 4 février 1921 à Schreiberhau, arrondissement d'Hirschberg-des-Monts-des-Géants) est un écrivain et dramaturge allemand. Il est le frère aîné de Gerhart Hauptmann.

## Ouvrages
- 1890 : Sonnenwanderer (Erzählung)
- 1893 : Metaphysik in der modernen Physiologie
- 1894 : Marianne (Drama)
- 1896 : Waldleute (Drama)
- 1897 : Sonnenwanderer (Sammlung von Erzählungen)
- 1899 : Ephraims Breite (Drama, erneut 1920 unter dem Titel Ephraims Tochter)
- 1902 : Die Bergschmiede
- 1902 : Mathilde. Zeichnungen aus dem Leben einer armen Frau (Roman)
- 1903 : Des Königs Harfe (Bühnenspiel)
- 1905 : Austreibung (Drama)
- 1907 : Einhart, der Lächler (de) (Roman, 2 Bände)
- 1909 : Panspiele (vier Dramen)
- 1911 : Napoleon Bonaparte (Drama)
- 1912 : Nächte (Novellen)
- 1912 : Ismael Friedmann (Roman)
- 1913 : Schicksale (Erzählungen)
- 1913 : Die lange Jule (Drama)
- 1913 : Die armseligen Besenbinder (Drama)
- 1914 : Krieg. Ein Tedeum (Drama)
- 1916 : Tobias Buntschuh (Lustspiel)
- 1916-: 18 Die goldnen Straßen (Dramen-Trilogie)
- 1919 : Rübezahlbuch
- 1919 : Der abtrünnige Zar (Drama)
- 1920 : Drei Frauen (Erzählungen)
- 1927 : Tantaliden (Roman)

## Note
En 1914, il fut un des signataires du Manifeste des 93.